# Helvellaceae
Famille
Les Helvellaceae ou Helvellacées sont une famille d'ascomycètes de l'ordre des Pezizales, les plus connus de ses représentants sont du genre Helvella. 
La classification initiale est due à Elias Magnus Fries en 1823 sous l'appellation Elvellacei. Elle contenait plusieurs genres mais certains de ceux-ci, comme Gyromitre et Discine, se sont révélés génétiquement éloignés après une étude de leur ARN ribosomique par la mycologue Kerry O'Donnell en 1997. Cela a conduit à définir un clade plus restreint : ils sont désormais désignés sous le nom d’Helvellaceae ou Helvellacées. Dans son acception restreinte, ce groupe est proche de la truffe vraie de la famille des Tuberaceae. Selon le Dictionary of the Fungi (10e édition, 2008), la famille contient six genres et 63 espèces.

## Liste des genres et des espèces
Selon NCBI (11 mars 2011) :
- genre Balsamia
  - Balsamia alba
  - Balsamia magnata
  - Balsamia nigrens
  - Balsamia platyspora
  - Balsamia vulgaris
- genre Barssia
  - Barssia oregonensis
- genre Fischerula
  - Fischerula subcaulis
- genre Helvella
  - Helvella aestivalis
  - Helvella albella
  - Helvella atra
  - Helvella beatonii
  - Helvella capucina
  - Helvella chinensis
  - Helvella columnaris
  - Helvella compressa
  - Helvella corium
  - Helvella crassitunica
  - Helvella crispa
  - Helvella cupuliformis
  - Helvella aff. cupuliformis TAA185158
  - Helvella dovrensis
  - Helvella elastica
  - Helvella lacunosa
  - Helvella leucomelaena
  - Helvella macropus
  - Helvella maculata
  - Helvella palustris
  - Helvella pezizoides
  - Helvella rivularis
  - Helvella silvicola
  - Helvella solitaria
  - Helvella terrestris
- genre Leucangium
  - Leucangium carthusianum